# Gräshumla
Gräshumla (Bombus ruderarius) är en insekt i överfamiljen bin (Apoidea).

## Beskrivning
Gräshumlan är en medelstor, långtungad humla; drottningens medellängd är 17 mm, med en vingbredd på 37 mm. Arbetarna är något mindre. Drottningar och arbetare är brunsvarta med orange bakkroppsspets. Bakkroppens undersida är nästan helt mörk, med bara de två yttersta segmenten orangefärgade. Hanarna har samma grundteckning, men dessutom har de ofta ett gråbeige band tvärs över den främre, brunsvarta delen av bakkroppen. De kan också ha gråaktig krage och band baktill på mellankroppen. Humlan har ganska rufsig päls på mellankroppen.

## Underarter
Följande underarter är beskrivna av IUCN:
- Bombus ruderarius ruderarius Brittiska öarna, Fennoskandien, Ryssland, västra Anatolien (asiatiska delen av Turkiet)
- Bombus ruderarius montanus – Ryssland
- Bombus ruderarius sartus – sydvästra Sibirien, östra Turkestan
- Bombus ruderarius tunensis – östra Algeriet och norra Tunisien
- Bombus ruderarius simulatilis – bergen i Turkiet, Kaukasus och norra Iran

## Utbredning
Arten förekommer i större delen av Europa och delar av norra Asien från södra Norden till Medelhavsomådet, och från Brittiska öarna österut till Ryssland (västra Sibirien) och norra Kazakstan. Den minskar emellertid i Västeuropa.
I Sverige är gräshumlan mindre vanlig i söder, speciellt i Halland, och sällsynt längs med Norrlandskusten, framför allt i Härjedalen, men även i Ångermanland och Norrbotten. Den saknas helt på Gotland.
I Finland förekommer den i södra och sydöstra delarna av landet norrut till Norra Österbotten. Inga fynd har gjorts på Åland sedan 1965.

## Ekologi
Habitatet utgörs av blomsterrika, öppna gräsmarker som hedar, parker, fruktträdgårdar, skogsbryn och -gläntor samt kustnära dyner. Arten kan även förekomma i bergsterräng..
Gräshumlan besöker framför allt ärtväxter (främst rödklövervallar, men även getväppling), kransblommiga växter och flenörtsväxter. Övriga näringsväxter är bland andra strävbladiga växter (som blåeld och oxtunga) samt nejlikväxter (som tjärblomster). Den kan även besöka grobladsväxter som gulsporre och köksväxter som amaryllisväxten purjolök.
Boet byggs på våren, ofta i mossa eller grästuvor och gärna på marken i närheten av vegetation eller nära markytan. Materialet är mossa eller torrt gräs, och inte sällan används gamla smågnagarbon som bas. Boet är litet, och innehåller vanligen 50 till 100 arbetare. Könsdjur (drottningar och hanar) börjar produceras från slutet av juli in i augusti..

## Status
Arten är livskraftig ("LC") i både Sverige och Finland.